# Občina Radenci
Občina Radenci so ena od občin v Republiki Sloveniji.
Radenci ležijo na severovzhodu Slovenije, natančno med Gornjo Radgono in Mursko Soboto. Radenci imajo približno 5500 prebivalcev ki bivajo v 22 naseljih. Prebivalci se vozijo delat v Maribor, Mursko Soboto, Avstrijo, Gornjo Radgono, delajo pa tudi v Radencih.
Znamenitosti v Radencih so cerkev sv. Cirila in Metoda, kapelica sv.Ane, park, maraton treh src košarkarski klub Radenska Creativ in spominska plošča ob 10-letnici boja za samostojno Slovenijo.

## Naselja v občini
Boračeva, Hrastje - Mota, Hrašenski Vrh, Janžev Vrh, Kapelski Vrh, Kobilščak, Kocjan, Melanjski Vrh, Murski Vrh, Murščak, Okoslavci, Paričjak, Radenci, Radenski Vrh, Rački Vrh, Rihtarovci, Spodnji Kocjan, Šratovci, Turjanci, Turjanski Vrh, Zgornji Kocjan, Žrnova